# Землетрясения в Азербайджане
В данном списке представлены землетрясения, произошедшие на территории современного Азербайджана в различные периоды его истории.
| Дата                  | Название                    | Место                                                       | Магнитуда | Интенсивность | Эпицентр                                           | Жертвы   | Зданий разрушено | Источник информации |
| --------------------- | --------------------------- | ----------------------------------------------------------- | --------- | ------------- | -------------------------------------------------- | -------- | ---------------- | ------------------- |
| 427 год               |                             |                                                             | 6.7       | 10            |                                                    |          |                  | [ 1 ]               |
| 906 год               | Кывракское землетрясение    | Кыврак                                                      | 6.2       |               | Землетрясения в Азербайджане (Азербайджан) · Точка |          |                  | [ 2 ]               |
| 30 сентября 1139 года | Гянджинское землетрясение   | Гянджа                                                      | 6.3       | 11            | Землетрясения в Азербайджане (Азербайджан) · Точка | ~230.000 | >1.000           | [ 1 ] [ 3 ]         |
| 25 ноября 1667 года   | Шемахинское землетрясение   | Шамахы                                                      | 6.9       | 10            | Землетрясения в Азербайджане (Азербайджан) · Точка | ~80.000  | >1.000           | [ 1 ]               |
| 4 января 1669 года    | Шемахинское землетрясение   | Шамахы                                                      | 5.7       | 9             | Землетрясения в Азербайджане (Азербайджан) · Точка | ~7.000   |                  | [ 1 ]               |
| 1 января 1671 года    | Шемахинское землетрясение   | Шамахы                                                      |           | 9             | Землетрясения в Азербайджане (Азербайджан) · Точка |          |                  | [ 1 ]               |
| 9 августа 1828 года   | Шемахинское землетрясение   | Шамахы                                                      | 5.7       | 8             | Землетрясения в Азербайджане (Азербайджан) · Точка |          |                  | [ 1 ]               |
| 2 января 1842 года    | Апшеронское землетрясение   | Апшеронский полуостров                                      | 4.3       | 8             | Землетрясения в Азербайджане (Азербайджан) · Точка |          |                  | [ 1 ]               |
| 11 июня 1859 года     | Шемахинское землетрясение   | Шамахы                                                      | 5.9       | 9             | Землетрясения в Азербайджане (Азербайджан) · Точка | ~100     |                  | [ 1 ]               |
| 28 января 1872 года   | Шемахинское землетрясение   | Шамахы                                                      | 5.7       | 10            | Землетрясения в Азербайджане (Азербайджан) · Точка |          |                  | [ 1 ]               |
| 13 февраля 1902 года  | Шемахинское землетрясение   | Шамахы                                                      | 6.9       | 9             | Землетрясения в Азербайджане (Азербайджан) · Точка | 86       | 3.496            | [ 1 ]               |
| 2 сентября 1953 года  | Варташенское землетрясение  | Варташен                                                    | 4.9       |               | Землетрясения в Азербайджане (Азербайджан) · Точка |          |                  | [ 5 ]               |
| 4 июня 1999 года      | Агдашское землетрясение     | Агдаш, Уджар, Агалы                                         | 5.4       | 5             | Землетрясения в Азербайджане (Азербайджан) · Точка | 1        |                  | [ 1 ]               |
| 25 ноября 2000 года   | Бакинское землетрясение     | Баку                                                        | 6.8       |               | Землетрясения в Азербайджане (Азербайджан) · Точка | 31       |                  | [ 1 ]               |
| 7 мая 2012 года       | Загатальское землетрясение  | Загатала                                                    | 5.7       |               | Землетрясения в Азербайджане (Азербайджан) · Точка | 0        | 3.100            | [ 1 ]               |
| 4 сентября 2015 года  | Шекинское землетрясение     | В 29 км юго-восточнее Шеки, на территории Шекинского района | 5.9       | 7             | Землетрясения в Азербайджане (Азербайджан) · Точка | 0        |                  | [ 7 ]               |
| 5 февраля 2019 года   | Исмаиллинское землетрясение | Исмаиллы                                                    | 6         |               | 2023 землетрясение                                 |          | 42               | [ 8 ]               |